# Maudslay, Sons and Field

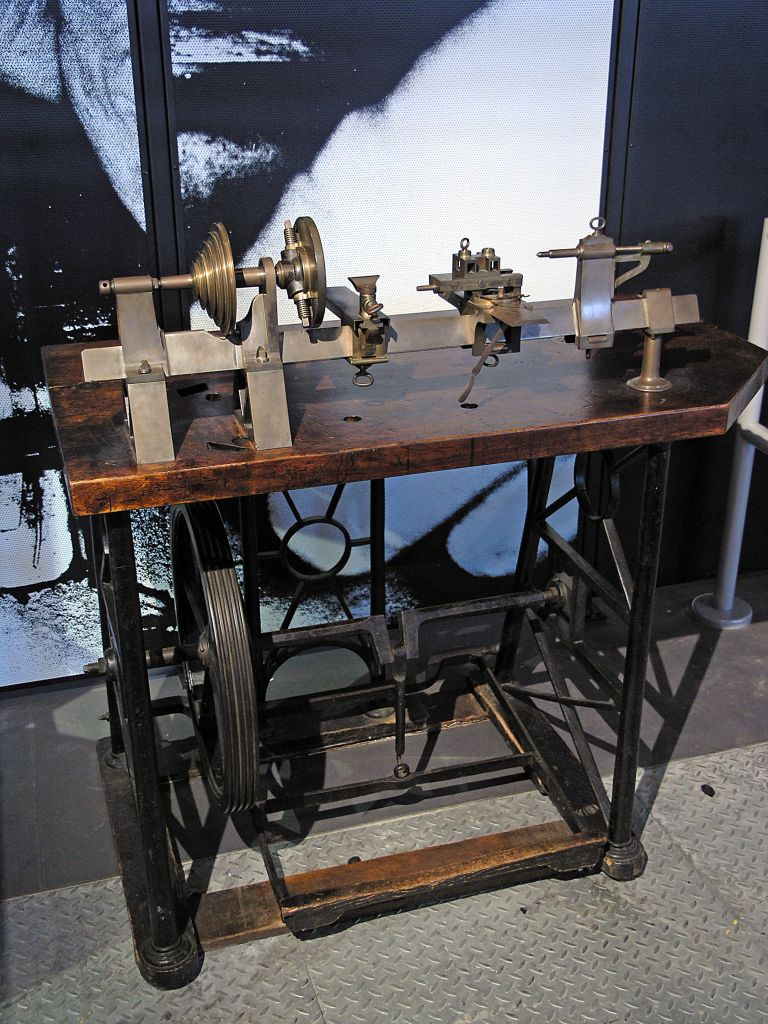
Pedaldrehmaschine von Maudslay

Maudslay, Sons and Field war eine englische Maschinenbaufabrik in London.
Die Fabrik wurde von Henry Maudslay 1798 als Henry Maudslay and Co in London gegründet. Zunächst betrieb er eine kleine Schmiede und ein Geschäft in der Wells Street 64, wo er Drehmaschinen produzierte. Sein erster größerer Auftrag waren Holzbearbeitungsmaschinen zur Herstellung von Takelage-Blöcken für die Portsmouth Block Mills. Er arbeitete auch an der Perfektionierung der Herstellung von Schrauben und entwickelte schließlich die Leitspindeldrehbank.
Im Jahr 1802 transferierte er sein Geschäft in die etwa 100 m entfernte Margaret Street 75. Seine Mikrometerbank, die er 1805 entwickelte und mit der man ein Zehntausendstel eines Inch messen konnte, nannte er „Lord Chancellor“. Im folgenden Jahr kaufte man eine 4 PS starke Dampfmaschine von Fenton, Murray and Wood als Antrieb für die Werkzeugmaschinen. 1810 musste das Unternehmen wegen Expansion an den letztendlichen Standort in die Westminster Bridge Road 98–100 verlegt werden.
Joshua Field wurde 1812 Partner von Henry Maudslay und die Firma in Maudslay, Field & Co geändert. Neben der Verbesserung der Drehbank entwickelte man Werkzeugmaschinen zur Produktion von Getreidemühlen, Sägemühlen, Dampfmaschinen und Pressen zur Münzprägung. Man begann auch mit der Herstellung von Marinedampfmaschinen. So stattete man 1815 das Schiff Regent mit einer Dampfmaschine aus, die sich im Vergleich zu Dampfmaschinen der Konkurrenz durch ihr niedriges Gewicht auszeichnete. 1820 übernahm Henry Maudslay das Unternehmen allein und zahlte die weiteren Gesellschafter Joshua Field, John Mendham und Thomas Henry Maudslay aus. Das Unternehmen firmierte 1822 als Maudslay, Sons and Field, wobei neben Maudslays Söhnen Thomas Henry Maudslay, John Maudslay und Joseph Maudslay auch Joshua Field Partner wurde. 1823 rüstete man die Lightning, das erste Dampfschiff der britischen Marine, mit einer Dampfmaschine aus. In der Folge erhielt man viele weitere Aufträge.
Für die 1828 in Hamburg auf dem Kehrwiederwall errichtete Dampfmühle lieferte das Unternehmen eine Dampfmaschine nach dem wattschen Prinzip, die 8 Mahlgänge und zusätzlich eine Holzschneide-Mühle mit 5 Sägen antrieb.
1828 kam es zu einem Betriebsunfall bei Maudslay, Sons and Field. Beim Verladen einer Vorrichtung zum Bohren von Kanonenrohren fiel ein Kran um. Ein Mitarbeiter kam herbei ums Leben. 
Als Henry Maudslay 1831 starb, führten seine Söhne den Betrieb weiter. Inzwischen machte man mit Dampfmaschinen die größten Umsätze. So lieferte man 1838 die Maschine für die Great Western. Von 1894 bis 1895 war das Unternehmen verantwortlich für den Bau des Londoner Riesenrades.
Als 1899 Walter H. Maudslay, der Enkel des Firmengründers, in Rente ging, war das Unternehmen bereits in finanziellen Schwierigkeiten. Ein Jahr später wurde es geschlossen.